# Guy Soulié
| 1736 Floirac   | 6 settembre 1967 |
| 1918 Aiguillon | 19 ottobre 1968  |

Guy Charles Raimond Soulié (Aiguillon, 12 ottobre 1920 – Courpiac, 24 aprile 2015) è stato un astronomo francese.
Il Minor Planet Center gli accredita la scoperta di due asteroidi, effettuate tra il 1967 e il 1968.
Gli è stato dedicato l'asteroide 13226 Soulié.